# Контрольована гіперстимуляція яєчників
Контрольована гіперстимуляція яєчників - це метод допоміжної репродукції, що передбачає використання препаратів для фертильності з метою індукції овуляції численними фолікулами яєчників. Ці фолікули можуть отримувати за допомогою трансвагінального вилучення ооцитів для використання в екстракорпоральному заплідненні (ЕКЗ) або їм надається час для овуляції, в результаті чого відбувається суперовуляція (овуляція із більшою кількістю яйцеклітин на виході). Коли овульовані фолікули запліднені in vivo (природним чи штучним шляхом), існує високий ризик багатоплідної вагітності.
У даній статті, якщо не зазначено іншого, техніка гіперстимуляції буде означати частину ЕКЗ.

## Методика проведення

### Прогнозування реакцій
Прогнозування реакцій визначає протокол пригнічення овуляції та дозування медикаментів, які використовуються для гіперстимуляції. Цей прогноз, заснований на резерві яєчників, забезпечує значно вищий рівень народжуваності, загальні нижчі витрати та більшу безпеку.
Зазвичай домовлено не виключати нікого з першої спроби ЕКЗ лише на підставі передбачених слабких реакцій, оскільки точність цих тестів може бути низькою для прогнозування вагітності.

#### Підрахунок антральних фолікулів
Реакція на гонадотропіни може бути приблизно спрогнозована за допомогою підрахунку антральних фолікулів (ПАФ). Це відбувається за допомогою вагінальної ультрасонографії, яка відображає кількість примордіальних фолікулів в резерві яєчнику.
Визначення “слабка реакція яєчників” - це отримання менше 4 ооцитів за стандартним протоколом гіперстимуляції. Тоді як визначення “гіперреакція” означатиме отримання 15 або 20 ооцитів. Порогові показники, котрі використовуються для прогнозування слабких реакцій в порівнянні з нормальним та гіперреакціями при застосуванні вагінальної ультрасонографії в літературі різняться. Наприклад, для можливих слабких реакцій значення при ПАФ коливаються від 3 до 12, в основному через різні класифікації визначення розміру для антральних фолікулів.
Для даних в таблиці діаметр антральних фолікулів становить 2-8 мм:
| Підрахунок антральних фолікулів | Класифікація                       | Приблизна очікувана реакція         | Ризики                                                                         | Ймовірність вагітності                                                     | Рекомендації                         |
| ------------------------------- | ---------------------------------- | ----------------------------------- | ------------------------------------------------------------------------------ | -------------------------------------------------------------------------- | ------------------------------------ |
| Менше ніж 4                     | Надзвичайно низько                 | Дуже слабка або зовсім відсутня     | Очікується скасування циклу                                                    | 0–7% з 1 ооцитом                                                           | Не проводити ЕКЗ                     |
| 4-7                             | Низько                             | Ймовірно слабка реакція             | Вищий за середній показник скасування циклу ЕКЗ                                | 15%                                                                        | Ймовірно, високі дози гонадотропінів |
| 8-10                            | Зменшено                           | Нижча середнього                    | Вищий за середній показник скасування циклу ЕКЗ                                | Дещо знижена                                                               |                                      |
| 11-14                           | Нормально (але середній результат) | Іноді низька, але зазвичай достатня | Незначний підвищений ризик скасування циклу ЕКЗ                                | Дещо знижена порівняно з "найкращою" групою                                |                                      |
| 15-30                           | Нормально (добре)                  | Чудова                              | Дуже низький ризик скасування циклу ЕКЗ. Певний ризик гіперстимуляції яєчників | Найкраща в цілому в групі, 35%                                             | Низькі дози гонадотропінів           |
| Більше 30                       | Високо                             | Ймовірно висока                     | Надмірна стимуляція та синдром гіперстимуляції яєчників                        | Загалом дуже добре як група, але є потенційні проблеми з якістю яйцеклітин | Низькі дози гонадотропінів           |

Частота слабкої реакції яєчників при ЕКЗ коливається від 10 до 20%. Старші особи зі слабкою реакцією на лікування мають нижчу ймовірність вагітності порівняно з молодшими (1,5–12,7 на противагу 13,0–35% відповідно). Також, навпаки, серед молодих жінок спостерігається менша поширеність слабких реакцій, порівняно з жінками старшого віку (50% випадків у жінок віком 43-44 роки).

#### Інші прогнозування реакцій
- Циркулюючий анти-Мюллерів гормон (АМГ) може передбачити надмірну та погану реакцію на стимуляцію яєчників. Згідно з рекомендаціями Національного інституту здоров'я і досконалості допомоги щодо ЕКЗ: якщо рівень АМГ менше або дорівнює значенням 5.4 пмоль/л (0.9 нг/мл) передбачається знижена реакція на гіперстимуляцію яєчників, проте якщо його рівень є вищим або рівним 25 пмоль/л (3.6 нг/мл) передбачається гіперреакція.[7] Для прогнозування надмірної реакції АМГ має чутливість та специфічність 82% та 76% відповідно.[8] Загалом він може бути кращим за ПАФ та базальний ФСГ.[9] Продемонстровано, що адаптація доз гонадотропіну до рівня АМГ зменшує частоту надмірних реакцій та скасованих циклів.[4]
- Підвищений рівень базального фолікулостимулювального гормону (ФСГ) вказує на потребу у більшій кількості гонадотропіну для стимуляції та має вищий рівень скасування циклу через слабку реакцію.[10] Однак за результатами одного з досліджень виявилось, що цей метод сам по собі гірший, ніж тільки АМГ, сам по собі, при цьому рівень народжуваності при використанні АМГ становить 24%, порівняно з 18% для ФСГ.[4]
- Старший вік матері призводить до зниження рівня успішності гіперстимуляції яєчників. При гіперстимуляції яєчників у поєднанні з штучним осіменінням, жінки у віці 38–39 років мають прийнятний успіх протягом перших двох циклів із загальним рівнем народжуваності 6,1% за цикл. Однак для жінок віком ≥40 років загальний коефіцієнт народжуваності становить 2,0% за цикл, і, здається, відсутня перевага після одного циклу при поєднанні даних методів. Тому рекомендується розглянути метод ЕКЗ після одного невдалого циклу для цієї вікової групи.[11]
- Індекс маси тіла[12]
- Попередній досвід гіперстимуляції[12]
- Тривалість менструального циклу (коротша тривалість - гірша реакція)[4]
- Попередня операція на яєчниках[4]

### Медикаменти для гіперстимуляції

#### Препарати ФСГ

Номограма початкового дозування препарату ФСГ оцінена за віком, підрахунком антральних фолікулів (ПАФ) та рівнем ФСГ в сироватці крові (на 3 день менструального циклу). Приклад наведено в номограмі для віку 32 років.

Номограма початкового дозування ФСГ оцінена за віком, рівнем анти-Мюлерівого гормоному (АМГ) та рівнем ФСГ в сироватці крові (на 3 день менструального циклу).

Для більшості пацієнтів при застосуванні ін'єкційних гонадотропінових препаратів використовують фолікулостимулювальний гормон (ФСГ). Клінічний вибір гонадотропіну повинен залежати від доступності, зручності та фінансових можливостей. Оптимальна доза - це зазвичай компроміс між ймовірністю завагітніти та ризиком виникнення синдрому гіперстимуляції яєчників. Проведений мета-аналіз показав, що оптимальна доза на добу рекомбінантного ФСГ становить 150 МО/доба при спрогнозованих нормальних реакціях для пацієнток молодше 39 років для ЕКЗ. Порівняно з вищими дозами, ця асоціюється з дещо меншим виходом ооцитів, але подібними показниками ймовірності завагітніти та рівнем кріоконсервації ембріонів. Для жінок з прогнозованою слабкою реакцією можливо не буде ніякої переваги починати з вищої дози ФСГ, ніж 150 МО на день.
Застосування середніх доз препарату ФСГ тривалої дії має аналогічний результат для рівня народжуваності та ризику набуття синдрому гіперстимуляції яєчників, як і при щоденниму введенні ФСГ. Однак препарат ФСГ тривалої дії може презвести до зниження рівня народжуваності при використанні низьких доз (60-120 мкг альфа корифолітропіну).
Рекомбінантний ФСГ виявляється однаково ефективним з точки зору рівня народжуваності в порівнянні з будь-яким іншим видами препаратів гонадотропіну, незалежно від протоколу, що використовується для пригнічення овуляції.
Зазвичай потрібно приблизно 8–12 днів введення ін’єкцій.

#### Альтернативи та доповнення до ФСГ
Введення рекомбінантного хоріального гонадотропіну людини (ХГЛ) разом із препаратом ФСГ не має значного переважаючого ефекту.
Кломіфен на додаток до гонадотропінів може незначною мірою мати вплив або зовсім не впливати на рівень народжуваності, але може знизити ймовірність синдрому гіперстимуляції яєчників. Систематичний огляд показав, що використання цитрату кломіфену разом із низькими дозами гонадотропіну (у протоколі антагоніста ГнРГ, як описано в наступному розділі) призвело до покращення тенденції ймовірності завагітніти та отримання більшої кількості ооцитів в порівнянні з використанням стандартних високих доз ФСГ. Такий протокол допомагає використовувати менші дозування ФСГ препаратів, забезпечуючи нижчі витрати на цикл, особливо в тих випадках, де вартість процедур є головним лімітуючим фактором.
Рекомбінантний лютеїнізуючий гормон (ЛГ) у використанні разом із ФСГ можливо збільшує ймовірність завагітніти, проте невідомо чи рівень народжуваності також зростає. Застосунок низьких доз ХГЛ для заміни ФСГ під час пізньої фолікулярної фази у жінок, які проходять гіперстимуляцію в рамках ЕКЗ, може мати незначну різницю або її відсутність на ймовірність завагітніти, і можливо призведе до отримання еквівалентної кількості ооцитів, але з меншими витратами ФСГ.
Хоч результати є суперечливими, але лікування метформіном як доповненням до циклів ЕКЗ може зменшити ризик синдрому гіперстимуляції яєчників та збільшити рівень народжуваності.

### Пригнічення спонтанної овуляції
При застосуванні разом із ЕКЗ контрольована гіперстимуляція яєчників створює необхідність запобігання спонтанної овуляції, оскільки трансвагінальне вилучення ооцитів зрілої яйцеклітини з фаллопієвої труби або матки набагато складніше, ніж з фолікула яєчника. Основними способами пригнічення овуляції є:
- Введення агоністів ГнРГ проводиться постійно перед початком режиму гонадотропінової гіперстимуляції. Фізіологічно агоністи ГнРГ зазвичай виділяються циклічно в організмі для збільшення нормального вивільнення гонадотропінів, включаючи лютеїнізуючий гормон, який запускає процес овуляції. Проте безперервне введення екзогенних агоністів ГнРГ має протилежний ефект, зупиняючи вироблення фізіологічного гонадотропіну в організмі.
- Антагоністи ГнРГ зазвичай застосовують в середині фолікулярної фази в циклах стимуляції після введення гонадотропінів і до початку запуску остаточного дозрівання ооцитів. На даний момент ліцензованими та дозволеними до використання антагоністами ГнРГ є препарати цетрорелікс та ганірелікс. У циклах антагоністів ГнРГ препарати для гіперстимуляції зазвичай починають використовувати на другий або третій день (попередньої природної менструації).[23]

#### Агоністи та антагоністи
Щодо ймовірності завагітніти вибір протоколу агоністів гонадотропін-рилізинг гормону (ГнРГ) для циклу є приблизно таким же ефективним, як вибір протоколу антагоністів. Тим не менш, ці два протоколи різняться за низкою аспектів:
- Терміни гіперстимуляції та день вилучення ооцитів у протоколі антагоніста ГнРГ повинні бути встановлені за часом після спонтанного початку попереднього менструального циклу.
- Початок введення агоністів ГнРГ може варіювати від тривалого протоколу з 14 до 18 днів до застосування гонадотропіну, до короткого протоколу, коли його використовують також до моменту введення гонадотропіну. Ця тривалість застосування може становити від 3 днів до індукції остаточного дозрівання. Тривалий протокол агоністів ГнРГ асоціюється з вищою ймовірністю завагітніти, проте поки не вистачає доказів стосовно вищого рівня народжуваності в порівнянні з коротким протоколом агоністів ГнРГ.[24]
 Для ГнРГ-антагоністів введення з наступного дня після початку менструації пов’язують з більшою кількістю зрілих ооцитів порівняно з початком досягнення фолікулу 12 мм в діаметрі.[25]
- Тривалість циклу з використанням протоколу антагоністів ГнРГ, як правило, значно коротша, ніж при застосуванні стандартного довготривалого протоколу агоністів ГнРГ. Це потенційно може призвести до більшої кількості циклів у будь-який період, що є визначальним для жінок з більш обмеженим часом для можливості завагітніти.
- Для підрахунку антральних фолікулів (ПАФ) за протоколом антагоніста ГнРГ первинний відбір та селекція фолікулів здійснюється ендогенними ендокринними факторами до початку екзогенної гіперстимуляції, що призводить до меншої кількості зростаючих фолікулів у порівнянні зі стандартним довготривалим протоколом агоністів ГнРГ. Це зменшує ризик появи синдрому гіперстимуляції яєчників для жінок з очікувано сильнішими реакціями.[4]
- Індукція остаточного дозрівання: протокол ГнРГ-агоністів вимагає введення хоріального гонадотропіну людини (ХГЛ), тоді як для антагоністів ГнРГ також є корисним подальше застосування ГнРГ-агоніста. Використання ГнРГ-агоністів для остаточного дозрівання ооцитів, а не ХГЛ, призводить до усунення ризику синдрому гіперстимуляції яєчників.[26]
- На відміну від агоністичного протоколу, антагоністичний є швидко оборотним, оскільки рецептори до ГнРГ хоч і заблоковані, але функціональні. Введення достатньої кількості агоніста ГнРГ для конкурування з антагоністом призведе до вивільнення фолікулостимулювального гормону (ФСГ) та лютеїнізуючого гормону (ЛГ), що згодом збільшить виділення естрогену.
- При застосуванні протоколу агоністів ГнРГ існує ризик розвитку симптомів депривації естрогену, наприклад, "припливи", вагінальна сухість. Це пов’язано з десенсибілізацією гонадотропних клітин гіпофіза, тобто зменшенням кількості рецепторів. Тоді як у протоколі антагоністів відсутні симптоми депривації, оскільки його введення відбувається після стимуляції ФСГ, що зрештою підвищує рівень естрогену.

У підсумку, протокол антагоністів ГнРГ хоч і може бути важчим для планування, але він має меншу тривалість циклу та знижений ризик (або його відсутність) синдрому гіперстимуляції яєчників.
Протокол антагоністів ГнРГ має в цілому кращі результати при очікуваних слабких та гіперреакцій. Дослідження цих протоколів у жінок, які пройшли перше ЕКЗ та мають слабку спрогнозовану реакцію (рівень АМГ нижче 5 пмоль/л), використання протоколу антагоністів ГнРГ було пов'язане із суттєвим падінням значень скасування циклу і вимагало менше днів стимуляції гонадотропіном (10 проти 14 днів) порівняно з протоколом агоністів ГнРГ. Застосування протоколу антагоністів ГнРГ у пацієнток з очікувано високою реакцією було асоційовано із значно вищими рівнем клінічної вагітності (62 проти 32%).
Ймовірність вагітності можливо є вищою при довготривалих протоколах ГнРГ порівняно з короткими або надкороткими протоколами агоністів ГнРГ. Досі немає доказів того, що припинення або зменшення прийому агоністів ГнРГ на початку застосувань гонадотропіну призводить до зменшення ймовірності вагітності.

### Моніторинг
Існує супутній моніторинг, який включає часту перевірку рівня естрадіолу та росту фолікулів (за допомогою гінекологічної ультрасонографії). Використання цих методів може бути корисним для попередження розвитку синдрому гіперстимуляції яєчників та ідентифікації пацієнток із високим рівнем ризику його набуття.
Нагляд за дозріванням фолікулів проводиться з метою своєчасного планування для вилучення ооцитів. Для цього зазвичай використовується двовимірну гінекологічну ультрасонографію. Автоматизоване відстеження фолікулів, схоже, не покращує клінічний результат лікування допоміжної репродукції.

## Ризики
Можливо найбільшим ризиком, пов'язаним з контрольованою гіперстимуляцією яєчників, є набуття синдрому гіперстимуляції яєчників (СГЯ). Він виникає при системній надмірній продукції ендотеліального фактору росту судин численними фолікулами після введення ін'єкції, яка запускає остаточне дозрівання ооцитів. Це може призвести до потрапляння рідини з кровотоку, наприклад, в простір навколо легень. Можуть виникнути ускладнення й біль при диханні або русі, а в надзвичайно рідкісних випадках це може призвести до смерті. СГЯ є найбільш поширеною у разі прогнозування високого рівня реакції, майже завжди при розвитку більше 20 фолікул яєчників під впливом хоріального гонадотропіну людини (ХГЛ). Одним із способів значного зменшення ризику набуття СГЯ є використання агоністів ГнРГ замість ХГЛ. Це призводить до росту рівня гіпофізарного лютеїнізуючого гормону. Він має набагато коротший період напіввиведення, ніж ХГЛ, так, що майже весь ЛГ виводиться до моменту забору яйцеклітин або приблизно через 36 годин після тригерної ін'єкції. Будь-який розвиток ознак СГЯ, як правило, зникає у цей момент. Однак у рідкісних випадках тяжкі форми цього синдрому можуть продовжувати розвиватися.
Вважається, що гіперстимуляція яєчників не пов'язана з підвищеним ризиком  виникнення раку шийки матки, яєчників, ендометрію чи молочної залози при нейтралізації наслідків самого безпліддя.

## Альтернативи
- Індукція овуляції - це стимуляція яєчників без подальшого ЕКЗ, з метою розвитку одного або двох овулюваних фолікулів (максимальна кількість до рекомендації утримання від статевого життя при таких процедурах). Це дешевше та легше у виконанні, ніж контрольована гіперстимуляція яєчників і тому є найкращим початковим протоколом стимуляції при менструальних розладах (включаючи ановуляцію та олігоовуляцію).[32]
- Дозрівання in vitro. Ця техніка дає можливість фолікулам яєчників дозрівати in vitro, тому зникає необхідність застосування методу гіперстимуляції. Швидше за все, ооцити можуть дозрівати поза організмом до запліднення за допомогою ЕКЗ. Отже, введення гонадотропінів стає не потрібним, або, принаймні, використовують нижчі дозування. Однак досі недостатньо доказів для доведення ефективності та безпечності цієї методики.[33]